# Albert Monier
Pour le dramaturge français du XIXe, voir Albert Monnier.
Albert Monier, né le 3 mai 1915 à Savignat (Cantal) et mort le 21 décembre 1998 à Paris, est un photographe français.
Photographe humaniste resté longtemps peu reconnu en France, il connaît néanmoins une renommée internationale grâce à ses cartes postales artistiques en noir et blanc de Paris. En plus de la capitale, une large partie de son œuvre est consacrée au Maroc, où il vécut, et à l'Auvergne, sa terre natale.

## Biographie
Albert Monier illustra Le Coffre à sel de sa compatriote de Condat et amie Marie-Aimée Méraville. Il admirait et photographia Henri Pourrat, d'Ambert et le sculpteur Louis Chavignier, son voisin de Montboudif.
Photographe de renom, il édita de nombreuses cartes postales et dès 1963 des posters, une première alors en France.
En 2000, on estimait que plus de 80 millions de ses cartes postales  et 100 000 posters avaient été vendus dans le monde.
Albert Monier est enterré dans le cimetière de l'église Saint-Martin de Malleville-sur-le-Bec.

## Cartes postales
- 1951 - Éditions de cartes "noir et blanc", bromure mat avec sa signature au bas de la carte
- 1958 - Éditions de cartes "noir et blanc" sur l'Auvergne
- 1960 - Édition de cartes "couleur" sur Paris.
- 1962 - Édition de cartes "couleur" sur l'Auvergne" ; 2 millions de cartes, c'est le chiffre annuel atteint.
- 1963 - Édition de "posters". Centenaire de la Croix-Rouge : il lui est commandé 10 000 cartes de la "Poignée de main"
- 1965 - Exposition à New York

## Illustrateur
- Jean Anglade, L'Auvergne que j'aime, Paris, éd. Sun, 1974
- Marie-Aimée Méraville, Le Coffre à sel (ill. inéd. A. Monier), Clermont-Ferrand, éd. G. de Bussac, 1964
- Marie-Aimée Méraville, Le Coffre à sel, les Énergiques, Nouv. ill. inédit. par Albert Monier, éditions Créer, 2003, Nonette
- Henri Pourrat, L'Aventure du Roquefort (ill. A. Monier), Paris, éd. Albin Michel, 1958

## Expositions
- Centre Henri Pourrat. Exposition. 1979, Henri Pourrat et ses illustrateurs, Clermont-Ferrand - B.M.I.U., 1979
- Albert Monier photographe, exposition juin - septembre 1983, Aurillac
- Exposition permanente à Condat

### Radio
Albert Monier a été l'invité de la collection Les Contes de la Mémoire enregistrée par FR3 Auvergne Radio (1979, 80 min - INA Lyon)

### Vidéos
- « Le Sénat rend hommage au photographe Albert Monier » sur culturebox.france3.fr, septembre 2009
- Albert Monier, penseur d'images sur le site de l'INA